# Équation intégrale de Fredholm
En mathématiques, l'équation intégrale de Fredholm est une équation intégrale étudiée par Ivar Fredholm. La caractéristique principale d'une équation de Fredholm est que les bornes d'intégration sont constantes.
Son étude donne naissance à la théorie de Fredholm (en), à l'étude des noyaux de Fredholm (en) et des opérateurs de Fredholm.

## Équation de Fredholm du premier type
Il s'agit d'une équation intégrale de la forme : 
{\displaystyle f(x)=\int _{a}^{b}K(x,t)\Phi (t)\,\mathrm {d} t}
La notation est celle d'Arfken et Weber. Ici la fonction inconnue est Φ, tandis que f et K sont des fonctions connues. La fonction de deux variables K est souvent appelée la fonction opérateur intégral du noyau.

## Équation de Fredholm du second type
À la différence du cas précédent, la fonction inconnue apparaît à la fois à l'intérieur et à l'extérieur de l'intégrale :
{\displaystyle \Phi (x)=f(x)+\lambda \int _{a}^{b}K(x,t)\Phi (t)\,\mathrm {d} t}
Le facteur inconnu λ est un paramètre qui joue le même rôle que la notion de valeur propre en algèbre linéaire.